# 言えない
「言えない」（いえない）は、日本のポップ・ロック・バンドである緑黄色社会の楽曲。2024年7月30日にSony Music Labelsの社内レーベルEpic Records Japanより配信限定シングルとして発売された。作詞は小林壱誓、作曲はpeppeが手がけ、編曲は緑黄色社会とLASTorderの共作。楽曲は、ABEMAのオリジナル恋愛番組『今日、好きになりました。夏休み編2024』の挿入歌として書き下ろされた。

## リリース
2024年7月9日、同月22日からABEMAで放送が開始される『今日、好きになりました。夏休み編2024』の主題歌が「恥ずかしいか青春は」、挿入歌が本作に決定したことが発表される。「恥ずかしいか青春は」が番組の放送開始に先駆けて7月9日に配信シングルとして発売された一方で、本作は7月22日に放送された第1話で初公開となった。
7月29日、翌日に配信シングルとして発売することを発表。配信サムネイルには、『今日、好きになりました。プサン編』や『今日、好きになりました。ホアヒン編』に参加した瀬川陽菜乃の口元にフォーカスした写真が使用された。
8月5日、『今日、好きになりました。夏休み編2024』の映像を使用したミュージック・ビデオが公開された。

## 制作
「言えない」の作詞は小林壱誓、作曲はpeppeによるもの。peppeは夏に感じるさわやかさや、広がりを出したいなと思って。最初は、水しぶきが飛んでいるようなイメージがあって、そこから膨らませていきましたと説明している。メロディーを制作した段階では「疾走感」を前面に出したアレンジとなっていたが、「切なさ」も曲に入れ込みたいということからテンポはそのままにゆっくりとしたリズムの取り方に変更された。
作詞を手がけた小林は表には出ていない背景も想像しながら書いたとし、「今日好き」はみんなで海外へ行き、そこで恋をする。そして、作品の性質上触れられてはいないけれど、必ず帰りの飛行機があるわけじゃないですか。この曲の言葉は半分以上がフィクションではありつつ、帰りの空港のターミナルといった見えない部分までイメージしましたねと説明している。また、「今日好き」という番組にはいろんな人の物語があるんですけど、その物語のすべてを語り切ることはできない。なので、それぞれのストーリーがあったうえでの「だから」という部分から書き始めようと思いました。恋愛って、自分の思いを言うか言わないかがめちゃくちゃ大事だと思うんです。それは付き合うまででも、付き合ってからでも。いうか言わないかが今後を左右する。そこにある葛藤を書こうと思って作った歌詞ですねとも説明している。
本作のレコーディングについて、穴見真吾は1番のニュアンスをみんなで探りながらやったことが印象的だったとし、最初は1番もガッシリとした感じで演奏していたんですけど、それを「もうちょっと儚く演奏しよう」とメンバーに伝えて、そこから徐々に見える景色が変わっていった。ここまでニュアンスをみんなで共有しながらレコーディングしたのは初めてだったかもしれないですと回想している。当初本作にはアウトロが存在していたが、潔く歌で終わるのが合うんじゃないか？という話が挙がり削除されることとなった。長屋晴子は「この恋が運んでゆく」という歌詞で終わるのも相まって、続きを聞き手に託すような終わり方にできたんじゃないかと思いますと語っている。ボーカルのレコーディングは自分の家に近い空間で歌いたいということから照明を落として座った状態で行なわれた。

## クレジット
※出典
- 長屋晴子 – Vocal
- 小林壱誓 – Guitars
- peppe – Piano, Keyboards
- 穴見真吾 – Bass
- LASTorder – Programming
- 比田井修 – Drums
- 村上宣之 – Recording & Mixing

## チャート成績
| チャート (2024年)                      | 最高位 |
| -------------------------------------- | ------ |
| Japan Download Songs (Billboard JAPAN) | 9      |
| 日本 (オリコンデジタルシングル)        | 9      |